# Sorbitantristearat
Sorbitantristearat (ein gängiges Synonym ist Span 65) ist ein Sorbitanfettsäureester, ein Ester von Sorbit bzw. von 1,4-Sorbitanhydrid (kurz Sorbitan). Es wird in der Lebensmittelindustrie als Emulgator verwendet.
In der EU ist als Lebensmittelzusatzstoff der Nummer E 492 für bestimmte Lebensmittel (unter anderem verschiedene Backwaren, Speiseeis, Desserts und Zuckerzeug, Kakaoerzeugnisse und Getränkeweißer) zugelassen.
Sorbitantristearat wird bei der Herstellung von Schokolade zur Verzögerung der Fettreifung zugesetzt.